# Шауртеїт
Шауртеїт (англ. schaurteite; нім. Schaurteit m) — мінерал, водний сульфат кальцію і ґерманію. Названий за прізвищем німецького мінералога В. Т. Шаурте (W.T.Schaurte), H.Strunz, Ch.Tennyson, 1967. Синоніми: шортеїт.

## Опис
Хімічна формула: Ca3Ge4+[(OH)6(SO4)2]•3H2O.
Склад у % (з родов. Цумеб, Намібія): CaO — 31,7; GeO — 18,2; SO3 — 2,95; H2O+ — 19,9; H2O- — 0,2.
Сингонія гексагональна. Утворює аґреґати голчастих і волокнистих кристалів. Спайність відсутня. Густина 2,65. Колір білий. Блиск шовковистий. Дуже крихкий. Знайдений разом з кальцитом у зоні окиснення родов. Цумеб (Намібія).